# هرمن فریژر
هرمن فریژر (انگلیسی: Herman Frazier؛ زادهٔ ۲۹ اکتبر ۱۹۵۴) دونده اهل ایالات متحده آمریکا است.
وی در مسابقات کشوری و بین‌المللی در مجموع برندهٔ ۴ مدال طلا، ۱ مدال برنز شده‌است.